# Арендное предприятие
Аре́ндное предприя́тие (АП) — организационно-правовая форма юридического лица в Российской Федерации, существовавшая до принятия Гражданского Кодекса Российской Федерации. Регулирование осуществлялось в соответствии с Основами законодательства СССР об аренде 1989 года.
Арендным предприятием являлось юридическое лицо, которое образовывалось на основании договора аренды между государственным органом и организацией арендаторов, формируемой по решению трудового коллектива (ч. 1 ст. 16 Закона) и иных граждан в случае, если аренда осуществлялась на конкурсной основе (ст. 23 Закона). Предметом такого договора аренды выступало непосредственно предприятие как имущественный комплекс (с определёнными оговорками можно провести аналогию с договором аренды предприятия, существующим в настоящее время) (ст. 3 Закона). Взятый в аренду имущественный комплекс служил основой предпринимательской деятельности арендного предприятия, а организация арендаторов впоследствии могло выкупить арендное предприятие у государства (ст. 10 Закона).
Арендное предприятие действовало на основании устава, утверждённого общим собранием арендаторов (ч. 2 ст. 16 Закона).
При переходе на аренду предприятие было обязано взять на себя выполнение государственного заказа и заказов на реализацию продукции в объёме, не превышающем заказы, принятые на год его сдачи в аренду (ч. 4 ст. 18 Закона).
В остальном в организации своей хозяйственной деятельности арендное предприятие было полностью самостоятельно. Арендные предприятия получили большое распространение в России в начальный период экономической реформы (1990—1992), однако позднее были преобразованы в частные предприятия путём приватизации.
В 1990 году существовало 6,2 тыс арендных предприятий на которых работало 3,6 млн человек.
Действующее законодательство Российской Федерации не предусматривает возможности создания арендного предприятия как отдельной организационно-правовой формы.